# 歡樂天地

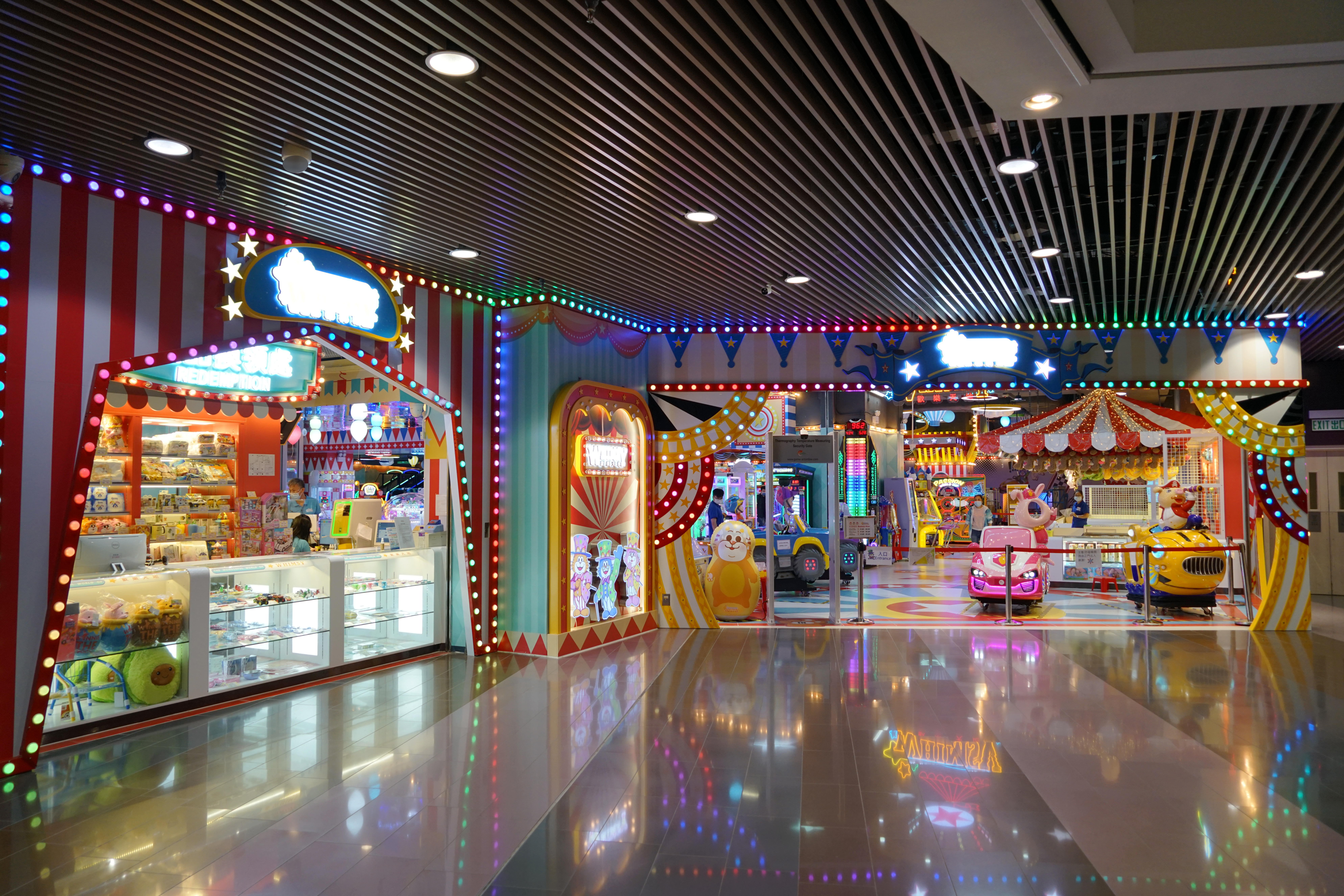
歡樂天地九龍灣Megabox店

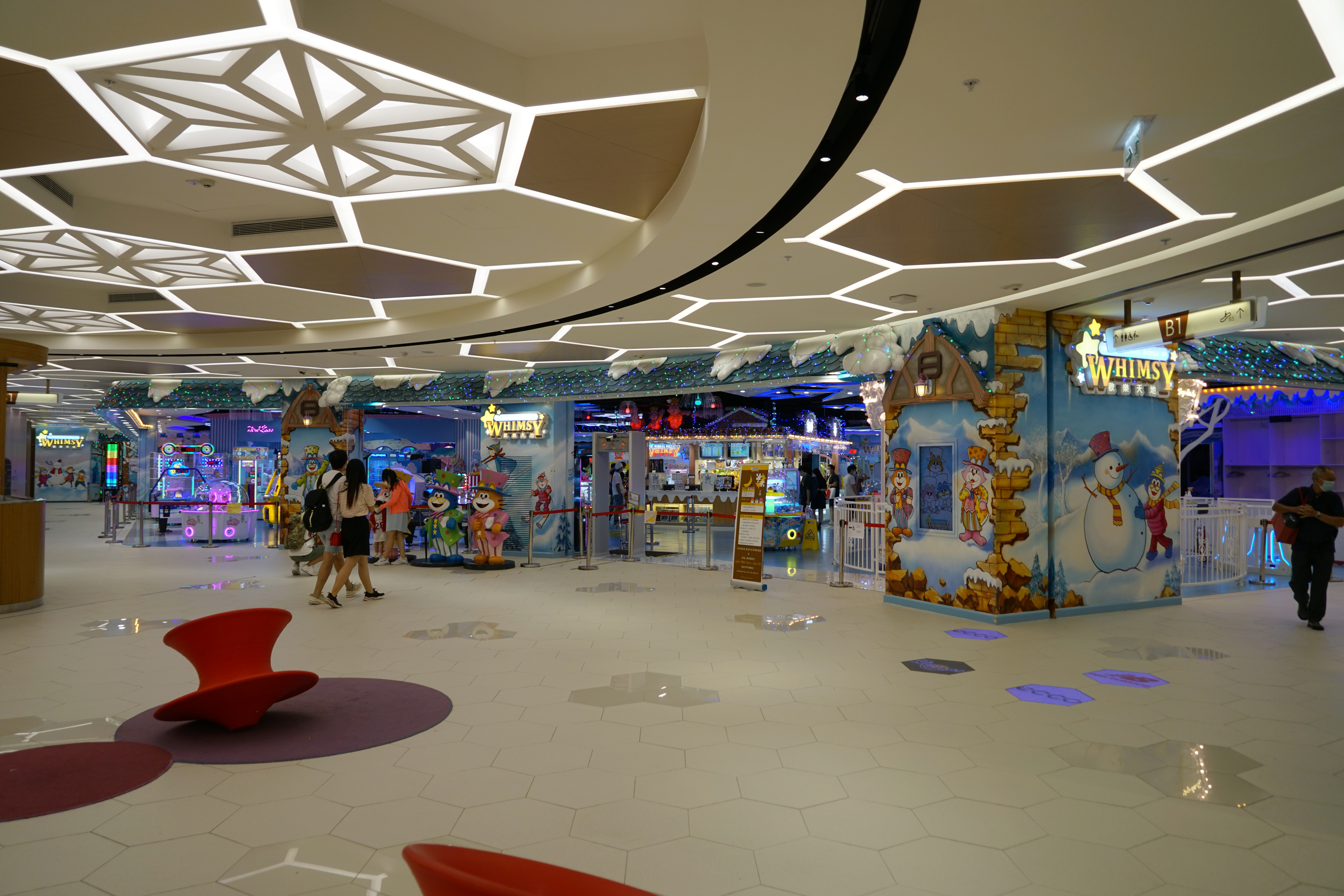
歡樂天地九龍灣E-Max店(已搬遷)

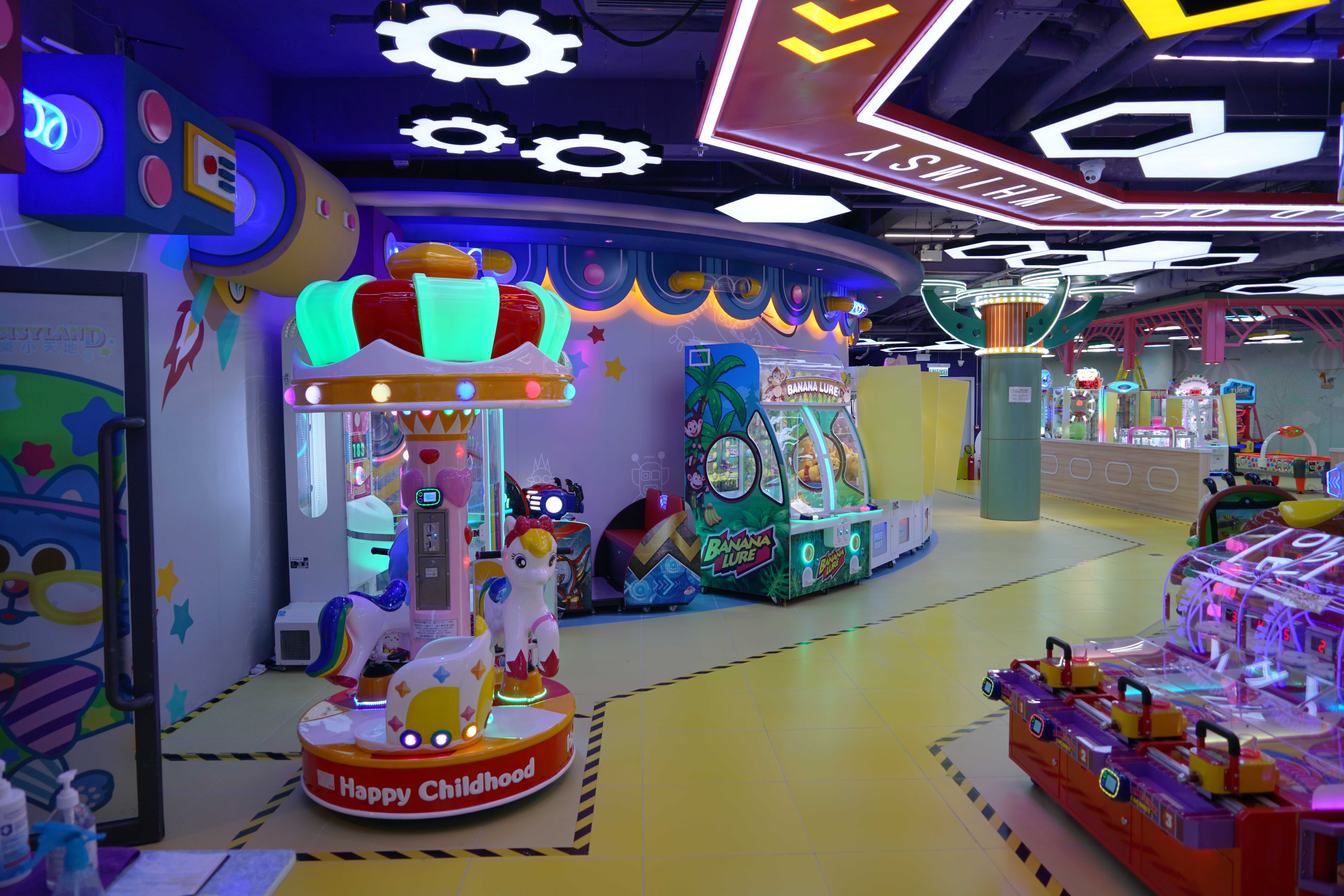
歡樂小天地坑口TKO Gateway店，在新冠肺炎疫情下，遊戲機加裝了隔板

歡樂天地有限公司（除牌當時為1188.HK）於1982年7月16日香港創立，香港元祖級主題遊樂場，曾是香港上市公司，當時主要經營室內遊樂場（名為歡樂天地及歡樂小天地），原為出奇老鼠。在1999年全線結業，並在2019年九龍灣E-Max重新營業。現時在香港共設有4間分店。根據店舖總面積計算，歡樂天地是香港第二大的室內遊樂場。

## 歷史
1982年7月16日歡樂天地於香港創立。至1990年代初，歡樂天地歸於和田一夫的「八佰伴」集團旗下，集團大力開拓海外分店，包括中國大陸、澳門、新加坡、菲律賓、台灣，甚至遠至關島以及美國等市場。公司於1995年4月在香港交易所主板上市，上市編號為1188。

### 財政困難 出現賣盤消息
1997年由於日本八佰伴宣布破產，八佰伴因而在年中將歡樂天地放盤。同年11月八佰伴清盤後，有關歡樂天地的賣盤消息一直沒有停止，1997至98年度虧損逾9,000萬元，而1998至99半年度亦有4,000多萬元的虧損。到了1998年中，控股權終轉手至中資機構的偉田實業，同年11月26日賣盤給經營汽車生意的另一中資機構華晨中國。其後經濟低迷，加上競爭對手「美國冒險樂園」及利豐集團旗下的繽紛樂園（已結業）的出現，使歡樂天地的生意迅速萎縮，期間更多番流傳出現財政困難。
會德豐及九倉系內持有鑽石山荷里活廣場投資權益的公司，於1999年1月入稟追討欠租35萬2,900元。

### 公司清盤全線結業
1997年，太古城中心二期一樓旗艦店關閉，美國冒險樂園取而代之。
1998年，屯門市廣場二期3樓旗艦店關閉，百佳超市取而代之。
到1999年初，分店只餘下17間，其中5間更於農曆新年期間結業。500多名員工不滿在歲晚未發雙糧，醞釀罷工，資方至年初九才發出一半薪金。
同年2月27日，公司突然宣布自動清盤，歡樂天地及歡樂小天地12間香港分店全線結業，影響員工約230人，由清潔工人的每月5,800元至店長經理的1萬元不等，均被資方拖欠半個月雙糧、一個月薪金、代通知金及有薪假期，合共約500萬元。
員工認為終難逃結業的厄運原因包括高層管理不善，禮品不吸引，遊戲設施陳舊等，但其中致命的因素卻是同行主要對手美國冒險樂園及利豐集團旗下的繽紛樂園（已結業）近年紛紛加入戰團。有員工更表示，歡樂天地的生意，較前年下跌了四成以上。
市民手持的獎品換領券及代幣在一日之間化為烏有。法律界人士表示，由於持券市民在索償次序中排行最後，能得到賠償的機會很微。
最終歡樂天地的上市地位由正道集團所取代。

### 重新營業
歡樂天地於2018年底計劃重新開業，8月8日位於九龍灣EMAXB1層的分店，夾公仔機部份率先試業。原定計劃於2018年底完成，但由於裝修工程進度緩慢，到2019年9月進行測試階段，並於12月25日聖誕節重新開幕。重開後的店鋪面積約30,000平方呎，有過百款遊戲設備，當中不乏多款經典遊戲，如大板牙、掟彩虹、跑馬仔等。
2020年，由於新冠肺炎關係，九龍灣EMAX分店暫停營業，至2020年5月8日重新營業，但部分設施如飄雪樂園則沒有開放。2020年7月，由於新冠肺炎再次大規模爆發，受疫情限制措施影響，分店第二次暫停營業，直至另行公佈。
歡樂天地亦承租TKO Gateway二樓W203號舖及W127號舖，其中W127號舖開設「歡樂立方」的夾公仔機商舖，並已於2019年12月開業，唯因疫情關係，至2020年9月W203號舖仍未能營運。
2020年9月，歡樂天地和其他香港室內樂園公司，與立法會議員舉行會議，要求香港特別行政區政府在禁止遊樂場所營業3個月後盡快允許恢復營業。
2020年9月8日，香港特別行政區政府允許香港室內樂園於同月11日營業，距停業起已達100日。
2020年9月17日開設歡樂小天地坑口TKO Gateway店，面積達10,000平方呎。
2020年11月14日開設歡樂天地九龍灣Megabox店，面積達30,000平方呎，以嘉年華為主題。
2020年12月2日，由於新冠肺炎再次大規模爆發，分店第3次暫時停止營業，直至2021年2月17日。
2022年4月21日，歡樂天地宣佈在元朗YOHO MALL1期二樓201號舖開設分店，面積達5,000平方呎，以熱帶雨林為主題。
2022年9月30日，相隔23年後再度回歸沙田新城市廣場（新舖1期LB層），面積9,000平方呎，以太空為主題，並首度引入虛擬實境體驗機動遊戲，於12月15日試業，並於12月26日開幕。
2023年，公司計劃重新進駐香港島區；同時，鑑於EMax即將重建，該店將會搬遷。
2024年，公司計劃重新進駐香港島灣仔合和中心二期，預計2025年4月開業，九龍灣E-Max 2024年5月31日結業，歡樂小天地將軍澳TKO Gateway2024年8月31日結業。

## 流行文化
歡樂天地曾經廣受香港市民歡迎，電影常於太古城中心及屯門市廣場分店進行取景，包括有超級學校霸王，開業初期更請來了著名歌手陳慧嫻（廣告歌改編自歌曲《貪貪貪》）、古巨基作代言人；而著名影星及歌星，如劉德華、張學友、黎明、郭富城、鄭伊健及邱淑貞等都曾在此地拍攝。歡樂天地的遊戲眾多，有旋轉木馬、碰碰車、小火車、小型的過山車及射牙等。
另外，1987年歡樂天地電視廣告中的陳慧嫻，現時被很多香港網民指為和2009年出道的香港歌手黄山怡（糖妹）樣貌非常相似，相似程度更讓很多人嘖嘖稱奇。

## 分店

### 1999年全線結業前
歡樂天地全盛時有25間分店，而大部份分店都位於其母公司八佰伴之内或鄰近地方，包括：

歡樂天地
- 太古城中心第二期一樓
- 荃灣愉景新城3樓
- 屯門屯門市廣場第二期3樓

歡樂小天地
- 銅鑼灣皇室堡
- 沙田新城市廣場第1期3樓
- 屯門良景
- 荃灣荃灣廣場6樓
- 荃灣綠楊坊3樓
- 旺角新世紀廣場5樓
- 杏花邨杏花新城3樓
- 紅磡黃埔花園第1期1樓
- 大埔新達廣場3樓
- 元朗開心廣場3樓
- 香港仔香港仔中心商場第1期1樓
- 鴨脷洲海怡半島西翼廣場
- 九龍灣淘大商場第2期2樓
- 尖東安達中心地庫
- 鑽石山荷里活廣場3樓
- 美孚新村第4期1樓
- 藍田匯景廣場3樓
- 佐敦莊士倫敦廣場
- 西九龍中心9樓
- 觀塘冠天閣地庫
- 馬鞍山新港城中心2樓
- 紅磡廣場1樓
- 葵涌廣場3樓
- 九龍城九龍城廣場3樓
- 黃大仙黃大仙中心

這些分店隨著長年虧損已於1999年全數結業。

### 2019年重新營業後
歡樂天地
- 九龍灣Megabox
- 元朗YOHO MALL
- 沙田新城市廣場
- 灣仔合和中心二期14樓（預計2025年暑假開業）

歡樂小天地

### 結業
- 九龍灣E-Max （2024年5月31日結業）
- 將軍澳TKO Gateway（2024年8月31日結業）

## 外部連結
- 歡樂天地的Facebook專頁
- 歡樂天地 （页面存档备份，存于）